# Patrik Gross
Patrik Gross (* 6. Mai 1978 in Ostrava) ist ein tschechischer, genauer mährisch-schlesischer Fußballspieler.

## Vereinskarriere
Gross spielte in der Jugend beim SK Polanka und FC Vítkovice. Dann spielte er in unteren tschechischen Ligen bei Dukla Hranice und MSA Dolní Benešov. Im FC Vítkovice hat er in der A-Mannschaft ab 2000 zwei Spielzeiten gespielt. Er wechselte 2002 nach FK Teplice, wo er sich nicht richtig durchsetzte, wurde erst nach Viktoria Pilsen und später nach FK Ústí nad Labem ausgeliehen. Nach dem Wechsel nach SK Kladno hat sich die Situation gebessert und er hat in fünf Spielzeiten 72 Spiele absolviert. Das einzige Tor für Kladno hat er im letzten Spiel für den Verein erzielt. Im Frühjahr 2007 wurde er nach FC Zenit Čáslav ausgeliehen. Im Juli 2010 wechselte Gross zum FC Spartak Trnava.